# 公倍数
公倍数（こうばいすう）とは、2つ以上の整数に共通な倍数。例えば、{\displaystyle 2}と{\displaystyle 3}の公倍数は-18,-12,-6,0,6,12,18などである。ただし、算数では、倍数に{\displaystyle 0}を含めないので、公倍数にも{\displaystyle 0}を含めない。
公倍数のうち、正で最小のものを最小公倍数という。上の例でいうと、{\displaystyle 2}と{\displaystyle 3}の最小公倍数は{\displaystyle 6}である。
与えられた2つ（以上）の数に対し、それら全てを掛け合わせたものは、それらの数の公倍数になるが、最小公倍数になるとは限らない。例えば、{\displaystyle 4}と{\displaystyle 6}の最小公倍数は{\displaystyle 12}であるが、{\displaystyle 4\cdot 6=24}である。
ある２つ以上の整数の公倍数は無限に存在する。例えば、{\displaystyle 3}と{\displaystyle 5}の公倍数は-30,-15,0,15,30となり、15の倍数になっていることがわかる。（ある与えられた数の倍数は無限に存在する。）

## 一般化
二つの整数{\displaystyle m,\ n}の公倍数とは、{\displaystyle m}の倍数全体の集合{\displaystyle m\mathbb {Z} =\{mk|k}は整数全体を動く{\displaystyle \}}、{\displaystyle n}の倍数全体の集合{\displaystyle n\mathbb {Z} =\{nk|k}は整数全体を動く{\displaystyle \}}の集合の共通部分{\displaystyle m\mathbb {Z} \cap n\mathbb {Z} }に属する整数のことである。
{\displaystyle m\mathbb {Z} \cap n\mathbb {Z} }はある整数{\displaystyle c}を用いて{\displaystyle c\mathbb {Z} =\{ck|k}は整数全体を動く{\displaystyle \}}の形に表すことができる。このような{\displaystyle c}は正と負の2つが存在し、正の方を{\displaystyle m}と{\displaystyle n}の最小公倍数という。これらの概念は{\displaystyle m,\ n}が正の整数のとき、既に定義したものと一致する。
この定義に現れる「整数」を一般の「単項イデアル整域の元」に取り替えても、全く同様の概念として公倍元・最小公倍元を定義できる。一般の環では、公倍元は定義できるが最小公倍元の存在は必ずしもいえない。

## 関連記事
- 最小公倍数
- 公約数